# Badowo-Dańki
Badowo-Dańki (prononciation : [baˈdɔvɔ ˈdaɲki]) est un village polonais de la gmina de Mszczonów dans le powiat de Żyrardów de la voïvodie de Mazovie dans le centre-est de la Pologne.
Il se situe à environ 3 kilomètres au sud-est de Mszczonów (siège de la gmina) , 14 km au sud-est de Żyrardów (siège du powiat) et à 43 km au sud-ouest de Varsovie (capitale de la Pologne).
Le village compte une population d'environ 240 habitants en 2006.

## Histoire
De 1975 à 1998, le village appartenait administrativement à la voïvodie de Skierniewice.